# Neu Gülze
Neu Gülze ist eine Gemeinde im Landkreis Ludwigslust-Parchim in Mecklenburg-Vorpommern. Sie wird vom Amt Boizenburg-Land mit Sitz in der nicht amtsangehörigen Stadt Boizenburg/Elbe verwaltet.

## Geografie
Die Gemeinde Neu Gülze liegt östlich der Stadt Boizenburg, ihr südlicher Teil gehört zum Biosphärenreservat Flusslandschaft Elbe-Mecklenburg-Vorpommern. An der östlichen Gemeindegrenze fließt die Schaale südlich in Richtung Sude. Durch das Gemeindegebiet verlaufen die Bundesstraße 5 und die Bahnstrecke Berlin–Hamburg, an der die Gemeinde jedoch keinen Haltepunkt besitzt.
Umgeben wird Neu Gülze von den Nachbargemeinden Bengerstorf im Norden, Tessin b. Boizenburg im Osten, Besitz im Südosten, Teldau im Süden, Boizenburg/Elbe im Westen sowie Gresse im Nordwesten.
Die Gemeinde besteht aus den Ortsteilen Neu Gülze und Zahrensdorf. Die Siedlungen Hühnerbusch, Rubeck und die Neu Gülzer Gamm gehören zum Ortsteil Neu Gülze.
Die Siedlung Kiekut gehört zum Ortsteil Zahrensdorf.

## Geschichte
Die urkundliche Ersterwähnung Zahrensdorfs stammt aus dem Jahr 1230 und findet sich im Ratzeburger Zehntregister. Der damalige Name lautete Tsarnekestorp und bedeutet Dorf des Čarnek.
Das ländlich geprägte Zahrensdorf war eine Ortschaft mit Rittergut. Wesentliche Teile der Gutsgeschichte bezieht sich auf die Familie von Lücken. Mit Leopold von Lücken (1798–1853), verheiratet mit Ida von Kleist, beginnt eine längere Phase der Konstanz. Um 1864 betreute der Herr von Lücken-Zahrensdorf für den Großherzog Friedrich Franz II. von Mecklenburg - Schwerin dessen Gestüt. Schon im zeitlichen Vorfeld gab es gute Kontakte zum Landesherrn. Das Dorf hatte nach dem 1928 letztmals amtlich publizierten Güter-Adressbuch Mecklenburg das traditionsreiche Rittergut der Familie von Lücken. Es war ein freies Allodialgut mit einer Fläche von 473 ha. Seitens des Eigentümer Achim von Lücken, der parallel Standesbeamter war, wurde eine mittelgroße Landwirtschaft betrieben. Im Ort bestanden vier Bauernwirtschaften der Familien W. Michaelis, H. Hagemann, H. Kahl sowie W. Piper. Des Weiteren besaß die Pfarre einen 29 ha-Hof. Der hochdekorierte Offizier Theodor von Lücken (1914–1986), zuletzt Oberstleutnant der Bundeswehr, stammt aus Zahrensdorf.
Bei einer Regulierung der Gülzer Feldmark entsteht 1833 die selbständige Dorfschaft Neu Gülze als sich dreizehn Gülzer Hauswirte als Erbpächter und 5 Büdner im nördlichen Teil der Feldmark ansiedeln.
Am 1. Juli 1950 wurde die bisher eigenständige Gemeinde Zahrensdorf eingegliedert.

## Politik

### Gemeindevertretung und Bürgermeister
Der Gemeinderat besteht (inkl. Bürgermeister) aus 8 Mitgliedern. Die Wahl zum Gemeinderat am 26. Mai 2019 hatte folgende Ergebnisse:
| Partei/Bewerber                               | Prozent | Sitze |
| --------------------------------------------- | ------- | ----- |
| Wählergruppe Demokratie-Soziale Gerechtigkeit | 73,78   | 6     |
| Einzelbewerber Michalska                      | 13,53   | 1     |
| CDU                                           | 7,12    | 1     |

Bürgermeister der Gemeinde ist Frank Ahlers, er wurde mit 70,02 % der Stimmen gewählt.

### Dienstsiegel
Die Gemeinde verfügt über kein amtlich genehmigtes Hoheitszeichen, weder Wappen noch Flagge. Als Dienstsiegel wird das kleine Landessiegel mit dem Wappenbild des Landesteils Mecklenburg geführt. Es zeigt einen hersehenden Stierkopf mit abgerissenem Halsfell und Krone und der Umschrift „GEMEINDE NEU GÜLZE • LANDKREIS LUDWIGSLUST-PARCHIM“.

## Sehenswürdigkeiten
- Frühgotische Feldsteinkirche aus der 2. Hälfte des 13. Jahrhunderts in Zahrensdorf: Die Spitzbögen der schmalen Fenster und des ehemaligen Nordeingangs sind mit Backstein gefasst. Der Backsteinchor, gewölbt und mit dem Schiff durch einen spitzen Triumphbogen verbunden, hat Rundbogenfenster und wird auf jünger eingeschätzt, der Holzturm mit Flesteinunterbau auf das 15. Jahrhundert.[14]
- Neogotische Grabkapelle, erbaut 1894, Zahrensdorfer Friedhof

→ Siehe auch Liste der Baudenkmale in Neu Gülze

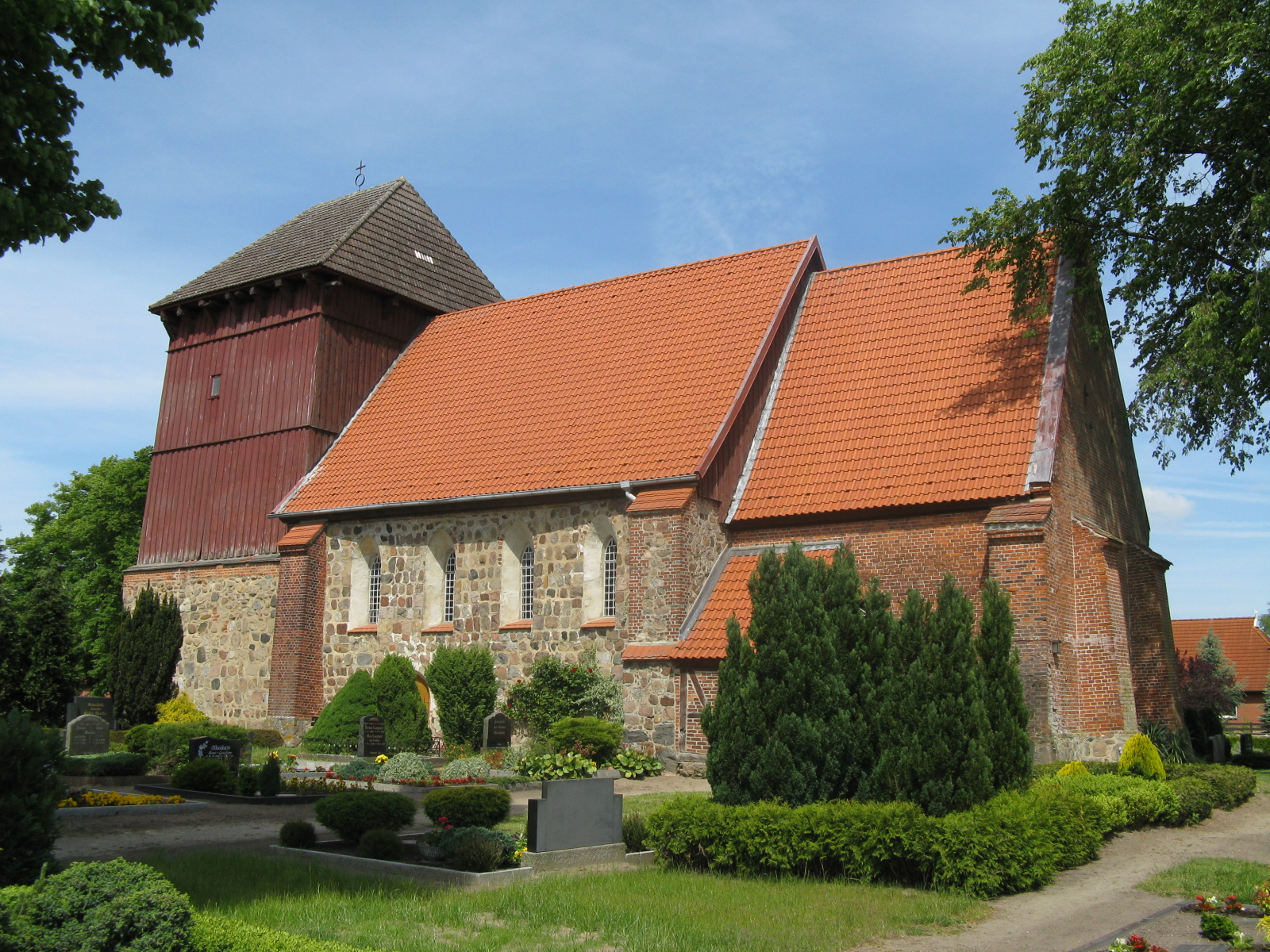
Dorfkirche in Zahrensdorf
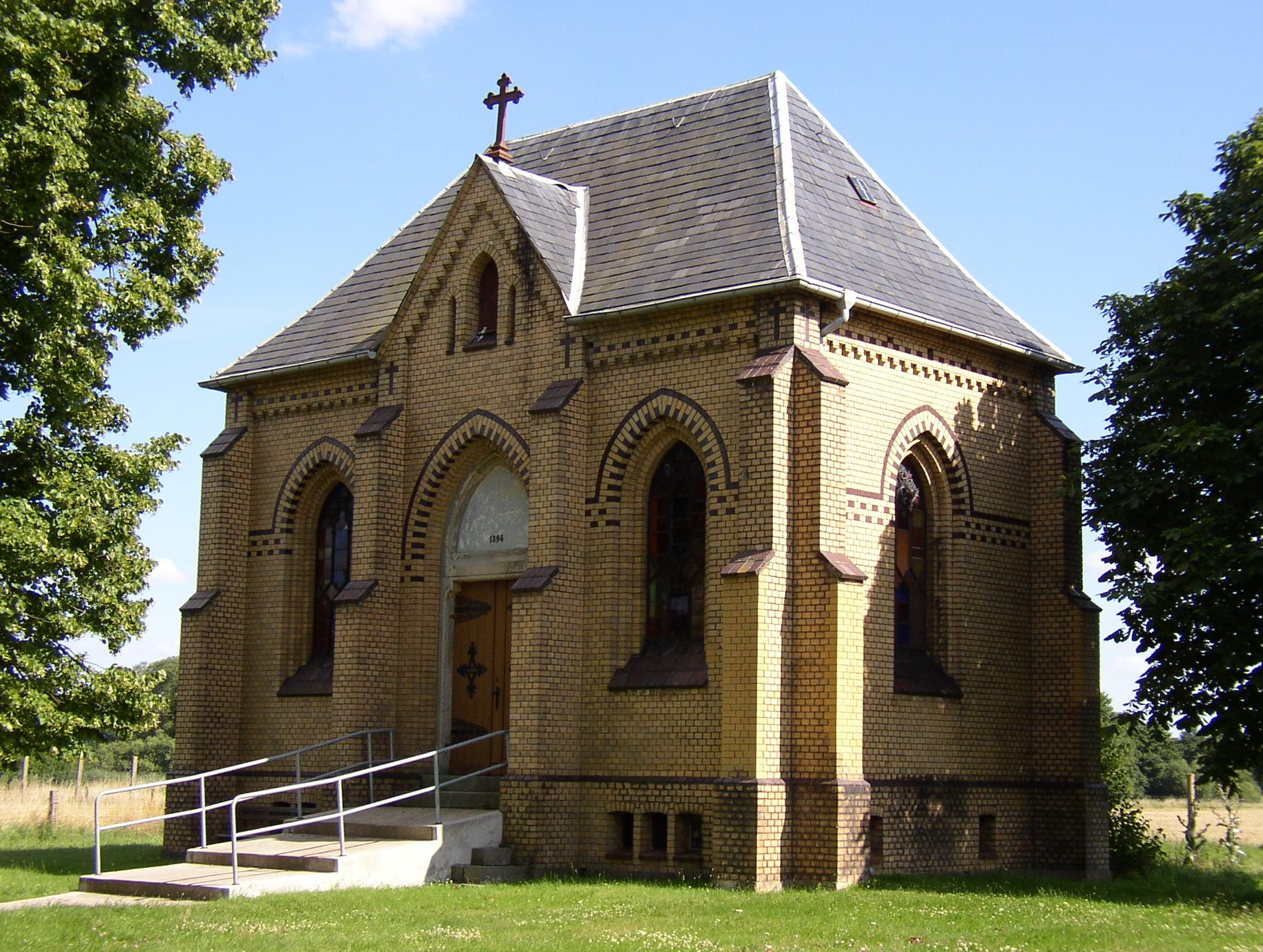
Kapelle auf dem Friedhof in Zahrensdorf
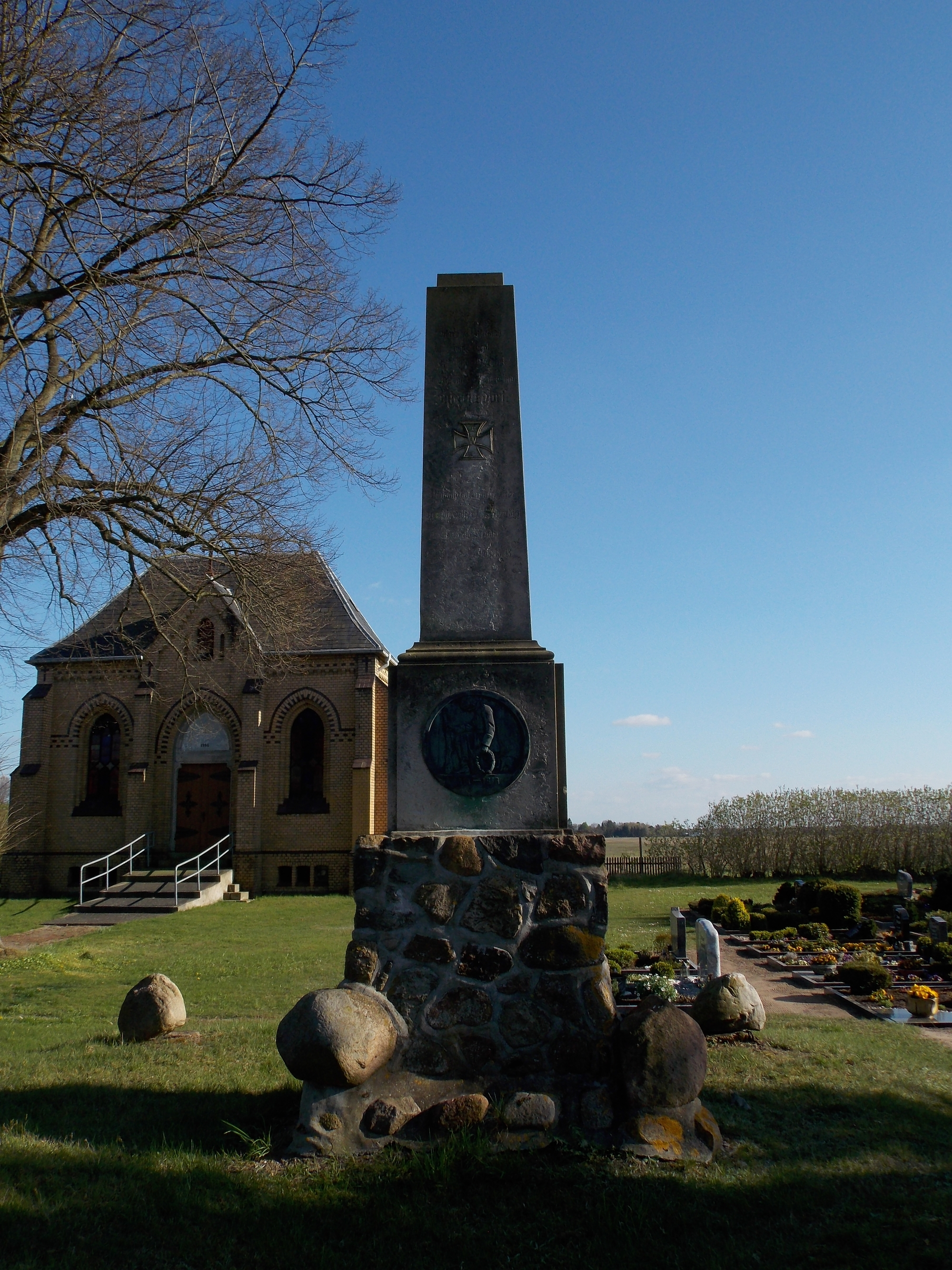
Denkmal Erster Weltkrieg Zahrensdorfer Friedhof

## Verkehr
Etwa 1,5 km südöstlich des Ortes liegt das Segelfluggelände Neu Gülze.